# Erg Chebbi
Erg Chebbi (arabsko عرق الشبي) je eden od številnih maroških ergov – velikih morij sipin, ki jih tvori pesek, ki ga nanaša veter. Je na skrajnem zahodnem robu puščave Sahara. V Maroku je več drugih ergov, kot je Erg Chigaga blizu M'hamida.

## Opis
Ponekod se sipine Erg Chebbi dvigajo do 150 metrov od okoliške hamade (kamnita puščava) in skupaj obsegajo območje približno 28 kilometrov od severa proti jugu in 5–7 kilometrov od vzhoda proti zahodu, in obdajajo alžirsko mejo.
Najbližje večje mesto je Erfoud, približno 60 kilometrov severneje. Drugo mesto je Rissani, približno 40 kilometrov od Merzouge. Rissani je bil kraj kraljestva, znanega kot Sijilmassa, ki je postalo uspešno od 8. do 14. stoletja zaradi nadzora nad karavanskimi potmi.
Čeprav padavine niso zelo pogoste, so leta 2006 poplave ob sipinah uničile številne stavbe in ubile tri ljudi.

## Turizem
Merzouga, lokalno turistično središče, je na zahodnem zavetrju sipin, skupaj s hoteli in aubergami, ki tečejo od severa proti jugu vzdolž sipin. Mnoga podjetja ponujajo izlete s kamelami v sipine, ki turiste vodijo na nočne izlete v stalne kampe na zunanjih delih erga. Ker je Erg Chebbi blizu turističnega središča, se erg včasih imenuje sipine Merzouge.
V najtoplejšem delu leta nekateri Maročani pridejo v Erg Chebbi, da bi bili za nekaj minut do vratu zakopani v vroč pesek. To velja za zdravljenje revmatizma.

## Lastnosti
- Erg Chebbi gledano z obrobja Merzouge
- Kamele, ki se uporabljajo za izlete v erg
- Turisti v sipinah Erg Chebbija. januar 2017